# Hyloscirtus caucanus
Hyloscirtus caucanus es una especie de anfibios de la familia Hylidae. Es endémica de Colombia.
Sus hábitats naturales incluyen montanos secos y ríos. Está amenazada de extinción por la destrucción de su hábitat natural.